# Йорданова незабравка
Йордановата незабравка (Myosotis jordanovii) е многогодишно тревисто растение от семейство Грапаволистни, български ендемит.
Видът е описан през 1989 г. от ботаниците Николай Андреев и Димитър Пеев. Името на вида е дадено в чест на ботаника акад. Даки Йорданов. Стъблото му е с височина от 15 до 45 cm. Венчето му е светлосиньо, често с бяло звездовидно петно около отвора. Размножава се чрез семена.